# پوکا پامپا
پوکا پامپا (به اسپانیایی: Puka Pampa) یک کوه در پرو است که در Peru, Ancash Region واقع شده‌است. پوکا پامپا ۴٬۴۰۰ متر بالاتر از سطح دریا واقع شده‌است.